# Cymopterus anisatus
Cymopterus anisatus är en växtart i släktet Cymopterus och familjen flockblommiga växter. Den beskrevs av Asa Gray 1862.
Arten är en perenn ört som är endemisk för Colorado i USA.